# César Soto Grado
César Soto Grau (Candeleda, Àvila, Castella i Lleó, 17 de juny de 1980) és un àrbitre de futbol espanyol de la Primera Divisió d'Espanya. Pertany al Comitè d'Àrbitres La Rioja.

## Trajectòria
Després d'una temporada en Segona Divisió aconsegueix l'ascens a Primera Divisió d'Espanya conjuntament amb el col·legiat madrileny Valentín Pizarro Gómez.

## Temporades
| Categoria          | País    | Any       | Partits |
| ------------------ | ------- | --------- | ------- |
| Segona Divisió "B" | Espanya | 2010-2011 | 13      |
| Segona Divisió "B" | Espanya | 2012-2018 | 80      |
| Segona Divisió     | Espanya | 2018-2019 | 21      |
| Primera Divisió    | Espanya | 2019-     |         |

## Premis
- Trofeu Vicente Acebedo (1): 2019